# Беленький, Борис Самойлович
Борис Самойлович (Соломонович) Беленький (1888—1939) —  советский государственный деятель, Торгпред СССР в Италии (1934—1937). Расстрелян в 1939 году, реабилитирован посмертно.

## Биография
Родился в 1888 году в Киеве, в еврейской семье. Получил высшее образование. После 1917 года вступил в  РКП(б). Долгое время работал в системе Наркомата внешней торговли СССР. Занимал посты заместителя Торгпреда СССР в Германии (3.1927 г. — 11.1929 г.). До июля 1934 года председатель Правления Всесоюзного     объединения «Союзпушнина» Главного управления пушно-мехового хозяйства НК внешней торговли СССР. 
С 14.10.1934 года по 5.2.1938 года Торгпред СССР в Италии . В связи с ухудшением дипломатических и торговых отношений СССР и Италии в ноябре 1937 года отозван в Москву.
С июля 1938 г. занимал должность заместителя Председателя СНК Чувашской АССР. Проживал в Чебоксарах, в Доме правительства.
15 июля 1938 года был арестован и этапирован в Москву. Внесен в список Л.Берии-А.Вышинского от 15.2.1939 г. по 1-й категории. Осужден к ВМН 26 февраля 1939 г. ВКВС СССР по обвинению в «участии в контрреволюционной организации, в распространении клеветнических измышлений» и в тот же день был расстрелян в группе осужденных ВКВС СССР. Место захоронения- «могила невостребованных прахов» №1  крематория Донского кладбища.
Реабилитирован посмертно 21 апреля 1956 года ВКВС СССР.

## Семья
Брат — Беленький, Иосиф Самойлович (1899—1933) — директор «Уралмаша», член Центральной Контрольной Комиссии ВКП(б). Покончил с собой.
Сын — Беленький, Александр Борисович (1918—1991) — историк-востоковед, доктор исторических наук.